# Municipio de Bowdle
El municipio de Bowdle (en inglés: Bowdle Township) es un municipio ubicado en el condado de Edmunds en el estado estadounidense de Dakota del Sur. En el año 2010 tenía una población de 90 habitantes y una densidad poblacional de 0,99 personas por km².

## Geografía
El municipio de Bowdle se encuentra ubicado en las coordenadas 45°28′12″N 99°38′10″O / 45.47000, -99.63611. Según la Oficina del Censo de los Estados Unidos, el municipio tiene una superficie total de 90.85 km², de la cual 89,56 km² corresponden a tierra firme y (1,42 %) 1,29 km² es agua.

## Demografía
Según el censo de 2010, había 90 personas residiendo en el municipio de Bowdle. La densidad de población era de 0,99 hab./km². De los 90 habitantes, el municipio de Bowdle estaba compuesto por el 100 % blancos. Del total de la población el 0 % eran hispanos o latinos de cualquier raza.